# Powder Keg: A Blast into the Wilderness
Powder Keg: A Blast into the Wilderness (communément abrégé en Powder Keg) sont des montagnes russes du parc Silver Dollar City, situé à Branson, dans le Missouri, aux États-Unis. Manufacturé par S&S - Sansei Technologies et installé par Ride Entertainment Group, l'attraction a ouvert au public en 2005. Powder Keg est la plus longue attraction du parc Silver Dollar City.
Pour réduire les couts de construction, certains éléments de l'ancienne attraction aquatique Buzz Saw Falls, qui a été manufacturée par Premier Rides et remplacé par Powder Keg, ont été utilisés pour la nouvelle attraction; notamment la structure du lift. D'autres hommages à l'ancienne attraction peuvent être trouvés dans les éléments thématiques autour de la file d'attente, comme un ancien wagon de Buzz Saw Falls coincé dans le toit du premier bâtiment de la file d'attente, et un morceau de rail dépassant du bâtiment de la file d'attente.

## Musique et séquence de lancement
Avant que le train ne soit propulsé, une petite séquence de lancement est jouée. Un homme avec une grosse voix dis trois phrases (saison 2017) :
1. Eh, c'est une zone interdite!
2. Vous êtes trop prêt de la nitroglycérine!
3. Sentez-vous de la fumée?

Le train avance jusqu'à la réserve de nitro. Une alarme retenti alors ainsi que des flammes jaillissant des bidons de nitro et un feu tricolore joue la séquence: rouge - jaune - jaune - vert. Juste après le train est propulsé, utilisant de l'air comprimé.
En 2007, une modification à la séquence précédent le lancement a été réalisée ajoutant le feu tricolore. Avant cette modification, seules les flammes jaillissant des bidons de nitro étaient présentes.

## Description du parcours
Après avoir été propulsé, le train monte une petite bosse et redescend une pente de 76°. Le train passe une succession de bosses et de virages avant d'entamer le lift équipé d'hauts parleurs. Le train prend un virage à 90° vers la gauche avant de descendre. A la fin du parcours, le train passe à travers une large hélix et arrive sur les freins finaux, pour retourner doucement à la station.